# Йото Люлов
Йото Христов Люлов е български революционер, деец на Вътрешната македоно-одринска революционна организация.

## Биография
Йото Люлов е роден в леринското село Желево, тогава в Османската империя, днес в Гърция. Присъединява се към ВМОРО, като четник в четата на Пандо Кляшев, а след смъртта на войводата се установява в България. Към 1940 година живее в бялослатинското село Коняри.
Неговият племенник Фото Люлов емигрира в Торонто, Канада, където развива собствен бизнес и е член на македоно-българската църковна община и на МПО „Правда“.